# Danh sách quốc gia được công nhận hạn chế

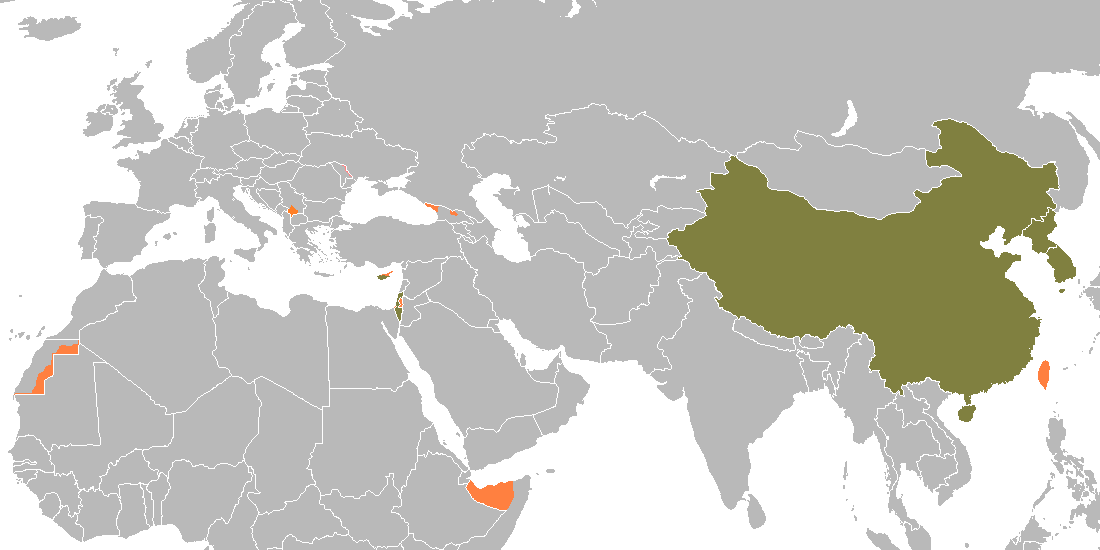
Không được quốc tế công nhận
Được thiểu số quốc tế công nhận
Được đa số quốc tế công nhận
Tình trạng lãnh thổ gây tranh cãi

Danh sách quốc gia được công nhận hạn chế đề cập tới các quốc gia hoặc vùng lãnh thổ chỉ được công nhận hạn chế là một quốc gia có chủ quyền (theo định nghĩa của Công ước Montevideo) trên phạm vi toàn thế giới. Các quốc gia hoặc vùng lãnh thổ có mặt trong danh sách này khi chính phủ của nó có quyền lực thực tế trên quốc gia, vùng lãnh thổ đó, hoặc nó được công nhận bởi ít nhất 1 quốc gia đã được công nhận ở phạm vi quốc tế. Danh sách này đề cập tới trạng thái địa chính trị thế giới ở thời điểm hiện tại, xem Danh sách quốc gia được công nhận hạn chế trong lịch sử để biết tới các trường hợp tương tự trong quá khứ. Các "quốc gia đã được công nhận" hay "quốc gia đầy đủ" ở đây bao gồm 193 quốc gia thành viên Liên Hợp Quốc và Thành Vatican (được coi là 1 lãnh thổ có chủ quyền nhưng không phải là thành viên đầy đủ của Liên Hợp Quốc).

## Chỉ được các quốc gia không đầy đủ công nhận
| Tên          | Năm  | Trạng thái công nhận                                                                                                | Thông tin khác                      | Tham khảo |
| ------------ | ---- | --- | ----------------------------------- | --------- |
| Transnistria | 1990 | Theo LHQ, Transnistria không phải quốc gia độc lập từ Moldova. Transnistria được Abkhazia và Nam Ossetia công nhận. | Quan hệ ngoại giao của Transnistria | [ 2 ]     |
| Somaliland   | 1991 | Theo LHQ, Somaliland không phải quốc gia độc lập từ Somalia. Somaliland được Đài Loan công nhận.                    | Quan hệ ngoại giao của Somaliland   | [ 3 ]     |

## Chỉ được thiểu số quốc gia thành viên LHQ công nhận
| Tên                            | Năm  | Trạng thái công nhận | Thông tin khác                     | Tham khảo   |
| ------------------------------ | ---- | --- | ---------------------------------- | ----------- |
| Abkhazia                       | 1992 | Theo LHQ, Abkhazia không phải quốc gia độc lập từ Gruzia. Abkhazia được Nga, Syria, Nicaragua, Venezuela, Nauru và 2 quốc gia không phải thành viên LHQ khác là Nam Ossetia và Transnistria công nhận. Hai quốc gia thành viên khác của Liên hợp quốc là Tuvalu và Vanuatu đã từng công nhận Abkhazia, nhưng sau đó đã rút lại công nhận. | Quan hệ ngoại giao của Abkhazia    | [ 5 ] [ 6 ] |
| Kosovo                         | 2008 | Theo LHQ, Kosovo không phải quốc gia độc lập từ Serbia. Kosovo được 100 quốc gia thành viên của LHQ và 1 quốc gia không phải thành viên LHQ là Trung Hoa Dân Quốc (Đài Loan) công nhận. Bản thân Trung Hoa Dân Quốc chưa được Kosovo công nhận.                                                                                           | Quan hệ ngoại giao của Kosovo      | [ 7 ]       |
| Bắc Síp                        | 1983 | Theo LHQ, chính phủ Cộng hòa Thổ Nhĩ Kỳ ở Bắc Síp không phải quốc gia độc lập từ Síp. Bắc Síp được chỉ được Thổ Nhĩ Kỳ công nhận. | Quan hệ ngoại giao của Bắc Síp     | [ 8 ]       |
| Nam Ossetia                    | 1991 | Theo LHQ, Nam Ossetia không phải quốc gia độc lập từ Gruzia. Nam Ossetia được Nga, Syria, Nicaragua, Venezuela, Nauru và 2 quốc gia không phải thành viên LHQ khác là Abkhazia và Transnistria công nhận.. | Quan hệ ngoại giao của Nam Ossetia | [ 6 ] [ 9 ] |
| Cộng hòa Ả Rập Sahrawi Dân chủ | 1976 | Theo LHQ, Cộng hòa Dân chủ Ả Rập Sahrawi không phải chính phủ có chủ quyền ở vùng Tây Sahara. Cộng hòa Dân chủ Ả Rập Sahrawi được 45 quốc gia thành viên LHQ trong đó có Việt Nam, Liên hiệp châu Phi (trừ Maroc - quốc gia cũng tuyên bố chủ quyền ở Tây Sahara) công nhận.                                                              | Quan hệ ngoại giao của Tây Sahara  | [ 10 ]      |
| Đài Loan                       | 1949 | Theo LHQ, Đài Loan không phải quốc gia độc lập từ Trung Quốc. Đài Loan được 13 quốc gia thành viên của LHQ trong đó có Thành Vatican công nhận.II | Quan hệ ngoại giao của Đài Loan    | [ 11 ]      |

## Quan sát viên LHQvà được nhiều quốc gia công nhận
| Tên       | Năm  | Trạng thái công nhận | Thông tin khác                   | Tham khảo |
| --------- | ---- | --- | -------------------------------- | --------- |
| Palestine | 1988 | Palestine được 138 quốc gia thành viên LHQ và Tòa Thánh Vatican công nhận. Tổ chức Giải phóng Palestine (tổ chức đại diện cho người Palestine) có quan hệ chính thức với 37 nước khác. Palestine không được Israel, Hoa Kỳ và một số quốc gia thành viên LHQ khác (gồm phần lớn quốc gia Tây Âu, Châu Đại Dương và một phần Mỹ Latinh) công nhận. Palestine tham gia LHQ với tư cách nhà nước quan sát phi thành viên. | Quan hệ ngoại giao của Palestine | [ 12 ]    |

## Là thành viên LHQ nhưng bị một số quốc gia không công nhận
| Tên               | Năm  | Trạng thái công nhận | Thông tin khác                        | Tham khảo     |
| ----------------- | ---- | --- | ------------------------------------- | ------------- |
| Armenia           | 1991 | Pakistan không công nhận Armenia để ủng hộ Azerbaijan trong vấn đề Nagorno-Karabakh | Quan hệ ngoại giao của Armenia        | [ 13 ] [ 14 ] |
| Cộng hòa Síp      | 1960 | Cộng hòa Síp, không được một thành viên LHQ là Thổ Nhĩ Kỳ và một thành viên không phải LHQ là Bắc Síp công nhận, do tranh chấp liên quan đến hòn đảo này. Thổ Nhĩ Kỳ không chấp nhận quyền cai trị của Cộng hòa Síp đối với toàn bộ hòn đảo và gọi nó là "Cơ quan quản lý của Cộng hòa Síp ở Nam Síp". | Quan hệ ngoại giao của Síp            | [ 15 ] [ 16 ] |
| Israel            | 1948 | Israel không được 28 nước thành viên Liên hợp quốc và 1 quốc gia không phải thành viên LHQ là Cộng hòa Dân chủ Ả Rập Sahrawi công nhận. | Quan hệ ngoại giao của Israel         | [ 17 ]        |
| Trung Quốc        | 1949 | Trung Quốc không được 13 quốc gia thành viên LHQ và Tòa thánh Vatican công nhận do đã công nhận Đài Loan. Tuy nhiên, cả Trung Quốc lẫn Đài Loan đều không được Bhutan và Gambia công nhận. | Quan hệ ngoại giao của Trung Quốc     | [ 18 ]        |
| CHDCND Triều Tiên | 1948 | CHDCND Triều Tiên không được Pháp, Hàn Quốc, Nhật Bản, Israel, Estonia, Botswana,Ukraina, Hoa Kỳ và 1 quốc gia không phải thành viên LHQ là Đài Loan công nhận. | Quan hệ ngoại giao của Bắc Triều Tiên | [ 19 ] [ 20 ] |
| Hàn Quốc          | 1948 | Hàn Quốc không được CHDCND Triều Tiên, Cuba và Syria công nhận. | Quan hệ ngoại giao của Hàn Quốc       | [ 21 ] [ 22 ] |